# Kokkopäät
Kokkopäät är kullar i Finland.   De ligger i landskapet Lappland, i den norra delen av landet, 900 km norr om huvudstaden Helsingfors.